# Suddenly (filme)
Suddenly (bra: Meu Ofício É Matar; prt: O Seu Ofício Era Matar) é um filme policial estadunidense, dirigido por Lewis Allen com roteiro escrito por Richard Sale. O filme é estrelado por Frank Sinatra e Sterling Hayden. Foi lançado em 7 de outubro de 1954, pela United Artists.

## Sinopse
Três assassinos contratados chegam a uma pequena cidade da Califórnia esperando que o presidente embarque em um trem para sua viagem anual de pesca. O plano deles era assassiná-lo. Para isso, encontram uma casa bem localizada no morro e fazem de reféns o prefeito, uma viúva, seu pai e uma criança enquanto aguardam a execução do plano.

## Elenco
- Frank Sinatra ...John Baron
- Sterling Hayden ...Xerife Tod Shaw
- James Gleason ...Peter "Pop" Benson
- Nancy Gates ...Ellen Benson
- Kim Charney ...Peter "Pidge" Benson III
- Willis Bouchey ...Dan Carney
- Paul Frees ...Benny Conklin
- Christopher Dark ...Bart Wheeler
- James O'Hara ...Jud Hobson
- Ken Dibbs as Wilson